# Christian Grasmann
Christian Grasmann (* 16. März 1981 in München) ist Manager eines Radsportteams und ehemaliger deutscher Radrennfahrer.

## Sportlicher Werdegang
Christian Grasmann ist seit 2003 als Radsportler aktiv und vor allem auf der Bahn erfolgreich. Mit dem Radsport begann er im Verein RSV Irschenberg.
2004 stand er zum ersten Mal bei deutschen Bahn-Meisterschaften auf dem Podium, als er Dritter in der Einerverfolgung wurde. Diesem Podestplatz folgten zahlreiche weitere in den Disziplinen Einer- und Mannschaftsverfolgung sowie Punkte- und Zweier-Mannschaftsfahren. 2005 wurde er zudem hinter dem Schrittmacher Jean Jacques Petitpierre Dritter der UEC-Derny-Europameisterschaft im italienischen Dalmine.
2010 errang Grasmann erstmals einen deutschen Meistertitel, als er gemeinsam mit Leif Lampater das Zweier-Mannschaftsfahren für sich entscheiden konnte. Fünf Jahre später wiederholte er diesen Erfolg gemeinsam mit Stefan Schäfer.
Grasmann ist auch ein erfolgreicher Sechstagefahrer mit bisher über 50 Teilnahmen. Mehrfach belegte er mit verschiedenen Partnern zweite und dritte Plätze, bis ihm 2016 in Bremen mit dem Belgier Kenny De Ketele sein erster Sieg gelang. Zweimal – 2009 und 2010 – gewann er zudem das renommierte New Yorker Rundstreckenrennen Harlem Skyscraper Cycling Classic.
Im März 2019 bestritt Christian Grasmann sein letztes Rennen beim Bendigo Madison in Australien, mit dem er sich vom aktiven Radsport verabschieden wollte. Dabei kam es zu einem Massensturz, bei dem sich neben Grasmann sieben weitere Fahrer verletzten. Grasmann erlitt drei Brüche und einen Muskelriss und musste operiert werden.

## Weitere Aktivitäten
Christian Grasmann versteht sich nicht nur als reiner Sportler, sondern auch als Macher hinter den Kulissen. Er gründete die Renngemeinschaft Maloja Pushbikers und will den Bahnradsport in Deutschland „in die Moderne“ bringen. In seinem von ihm 2004 gegründeten Heimatverein RV Irschenberg engagiert er sich für den Nachwuchs und wurde Vorsitzender des traditionsreichen Radsportvereins RC Amor 07 München. Langfristiges Ziel des „Revoluzzers“ ist der Bau einer Radrennbahn in Irschenberg.

## Berufliches
Grasmanns erlernter Beruf ist Logistiker. Im März 2019 beendete Grasmann seine Laufbahn als aktiver Sportler und kündigte an, künftig als Manager des österreichischen Continental Teams Maloja Pushbikers tätig zu sein. 2020 wurde er Teammanager des gleichnamigen deutschen Teams.
Im August 2019 eröffnete er zudem in Holzkirchen den Majola Pushbikers-Shop.

## Erfolge
2009
- Harlem Skyscraper Cycling Classic

2010
- Deutscher Meister – Madison (mit Leif Lampater)
- Harlem Skyscraper Cycling Classic

2015
- Deutscher Meister – Madison (mit Stefan Schäfer)

2016
- Bremer Sechstagerennen (mit Kenny De Ketele)

2017
- Sechstagerennen von Rotterdam (mit Roger Kluge)

## Teams
- 2018 WSA Pushbikers